# Unmasked Tour
Unmasked Tour è stato un tour del gruppo hard rock Kiss intrapreso per promuovere l'omonimo album, iniziato con una data negli Stati Uniti a New York il 25 luglio  1980. È il primo tour dei Kiss con Eric Carr alla batteria, che il mese successivo aveva sostituito Peter Criss e l'ultimo tour con Ace Frehley prima della riunione avvenuta nel 1996.

## Antefatti
Questo tour fu, la prima volta che la band suonò solo in Europa, Australia, e in Nuova Zelanda, con un solo spettacolo negli Stati Uniti, al Palladium Theatre di New York. Cold Gin ritornò sul set per la prima volta dal Rock And Roll Over Tour, e presentava Ace Frehley come voce solista, piuttosto che Simmons che cantò la canzone in tutti i tour precedenti in cui fu eseguita. You're All That I Want fu eseguita in pochi concerti, ma fu rapidamente eliminata. Anche Strutter, che non veniva suonata dal vivo dal 1976, ritornò in scaletta. Gli Iron Maiden aprirono i concerti alla band per la tappa europea del tour, mentre la band heavy rock britannica Girl, invece, supportò i Kiss a Stafford, al Bingley Hall. Durante una sessione di autografi della band, in Germania Ovest, più di 2 000 fan accorsero a Francoforte e finirono per causare gravi ingorghi. I concerti, in questa nazione, furono visti da un totale di 100 000 fan. Lo spettacolo ed i costumi, ad eccezione di Carr e Stanley, vennero ripresi dal tour precedente.
Questo fu l'ultimo tour che Ace Frehley eseguì con i Kiss, fino alla reunion del 1996.
Nel programma del tour finale della band, Stanley ha riflettuto su questo: 
(Paul Stanley, 2019)

## Recensioni
Roman Kozak, un recensore della rivista Billboard, diede alla performance una recensione positiva. Aprì la sua recensione, notando i cambi di formazione con l'introduzione del nuovo batterista Eric Carr. Per quanto riguarda lo spettacolo, riconobbe la performance come: "il tipico spettacolo dei Kiss", ma notò che la band si stava esibendo su un palco più piccolo del solito, con la performance sostanzialmente la stessa, con l'inclusione di forte energia musicale, effetti speciali e illuminazione. Citò il cambiamento nel suono della band essendo più "melodico" e "pop-side", ma comunque diede, ai fan, l'hard rock e l'heavy metal che volevano, prendendo atto che la canzone Talk To Me fu ben accolta dal pubblico.

## Artisti d'apertura
- The Rockats = 1
- Iron Maiden = 2
- Girl = 3
- The Eyes = 4
- Techtones = 5

## Date e tappe[10]

### Date del tour
| Data              | Città        | Stato          | Luogo                                | Artisti d'apertura | Biglietti venduti / Biglietti disponibili | Incasso |
| Warm Up           | Warm Up      | Warm Up        | Warm Up                              | Warm Up            | Warm Up                                   | Warm Up |
| ----------------- | ------------ | -------------- | ------------------------------------ | ------------------ | ----------------------------------------- | ------- |
| 25 luglio 1980    | New York     | Stati Uniti    | The Palladium                        | 1                  | 3 400 / 3 400                             | N.D.    |
| Europa            |              |                |                                      |                    |                                           |         |
| 29 agosto 1980    | Roma         | Italia         | Castel Sant'Angelo                   | 2                  | 10 000 / 20 000                           | N.D.    |
| 31 agosto 1980    | Genova       | Italia         | Palasport                            | 2                  | 10 000 / 20 000                           | N.D.    |
| 2 settembre 1980  | Milano       | Italia         | Velodromo Vigorelli                  | 2                  | 20 000 / 30 000                           | N.D.    |
| 5 settembre 1980  | Stafford     | Inghilterra    | Bingley Hall                         | 3                  | 8 711 / 8 711                             | N.D.    |
| 6 settembre 1980  | Queensferry  | Galles         | Deeside Leisure Centre               | 3                  | 3 086 / 6 000                             | N.D.    |
| 8 settembre 1980  | Londra       | Inghilterra    | Wembley Arena                        | 3                  | 10 028 / 15 600                           |         |
| 9 settembre 1980  | Londra       | Inghilterra    | Wembley Arena                        | N.D.               | 10 028 / 15 600                           |         |
| 11 settembre 1980 | Norimberga   | Germania Ovest | Messezentrum Nuremberg               | 2                  | 3 037 / 3 500                             |         |
| 12 settembre 1980 | Düsseldorf   | Germania Ovest | Philips Halle                        | 2                  | 4 732 / 5 800                             |         |
| 13 settembre 1980 | Francoforte  | Germania Ovest | Rebstock-Gelände                     | 2                  | 5 906 / 10 000                            |         |
| 15 settembre 1980 | Dortmund     | Germania Ovest | Westfalenhalle                       | 2                  | 5 357 / 12 000                            |         |
| 17 settembre 1980 | Sindelfingen | Germania Ovest | Messehalle                           | 2                  | 3 466 / 6 000                             |         |
| 18 settembre 1980 | Monaco       | Germania Ovest | Olympiahalle                         | 2                  | N.D.                                      |         |
| 20 settembre 1980 | Kassel       | Germania Ovest | Eissporthalle                        | 2                  | N.D.                                      |         |
| 21 settembre 1980 | Forest       | Belgio         | Forest National                      | 2                  | N.D.                                      |         |
| 23 settembre 1980 | Avignone     | Francia        | Parc des Expositions de Châteaublanc | 2                  | N.D.                                      |         |
| 24 settembre 1980 | Lione        | Francia        | Palais des Sports de Gerland         | 2                  | N.D.                                      |         |
| 27 settembre 1980 | Parigi       | Francia        | Hippodrome de Pantin                 | 2                  | ~20 000                                   |         |
| 28 settembre 1980 | Basilea      | Svizzera       | St. Jakobshalle                      | 2                  | 6 000 / 6 000                             |         |
| 30 settembre 1980 | Colonia      | Germania Ovest | Köln Sporthalle                      | 2                  | N.D.                                      |         |
| 1 ottobre 1980    | Brema        | Germania Ovest | Stadthalle Bremen                    | 2                  | N.D.                                      |         |
| 2 ottobre 1980    | Hannover     | Germania Ovest | Niedersachsenhalle                   | 2                  | N.D.                                      |         |
| 4 ottobre 1980    | Amburgo      | Germania Ovest | Ernst-Marck-Halle                    | 2                  | N.D.                                      |         |
| 5 ottobre 1980    | Leida        | Paesi Bassi    | Groenoordhallen                      | 2                  | N.D.                                      |         |
| 6 ottobre 1980    | Karlsruhe    | Germania Ovest | Schwarzwaldhalle                     | 2                  | N.D.                                      |         |
| 9 ottobre 1980    | Stoccolma    | Svezia         | Erikdalshallen                       | 2                  | 3 300                                     |         |
| 10 ottobre 1980   | Göteborg     | Svezia         | Scandinavium                         | 2                  | 5 443 / 14 000                            |         |
| 11 ottobre 1980   | Copenaghen   | Danimarca      | Broendbyhalle                        | 2                  | N.D.                                      |         |
| 13 ottobre 1980   | Drammen      | Norvegia       | Drammenshallen                       | 2                  | ~5 500 / 6 000                            |         |
| Oceania           |              |                |                                      |                    |                                           |         |
| 8 novembre 1980   | Perth        | Australia      | Perth Entertainment Centre           | 5                  |                                           |         |
| 9 novembre 1980   | Perth        | Australia      | Perth Entertainment Centre           | 5                  |                                           |         |
| 10 novembre 1980  | Perth        | Australia      | Perth Entertainment Centre           | 5                  |                                           |         |
| 11 novembre 1980  | Perth        | Australia      | Perth Entertainment Centre           | 5                  |                                           |         |
| 15 novembre 1980  | Melbourne    | Australia      | VFL Park                             | 5                  |                                           |         |
| 18 novembre 1980  | Adelaide     | Australia      | Adelaide Oval                        | 5                  |                                           |         |
| 21 novembre 1980  | Sydney       | Australia      | Sydney Showground                    | 5                  |                                           |         |
| 22 novembre 1980  | Sydney       | Australia      | Sydney Showground                    | 5                  |                                           |         |
| 25 novembre 1980  | Brisbane     | Australia      | Lang Park                            | 5                  |                                           |         |
| 30 novembre 1980  | Wellington   | Nuova Zelanda  | Athletic Park                        | 6                  |                                           |         |
| 3 dicembre 1980   | Auckland     | Nuova Zelanda  | Western Springs Stadium              | 6                  |                                           |         |
| Totale            | Totale       | Totale         | Totale                               | Totale             |                                           | $       |

### Concerti annullati
| Data              | Città             | Stato          | Luogo                                           | Ragione                                                            |
| ----------------- | ----------------- | -------------- | ----------------------------------------------- | ------------------------------------------------------------------ |
| 19 maggio 1980    | Oslo              | Norvegia       | Ekeberghallen                                   | La band si prese del tempo per trovare il sostituto di Peter Criss |
| 21 maggio 1980    | Copenaghen        | Danimarca      | Brøndbyhallen                                   | La band si prese del tempo per trovare il sostituto di Peter Criss |
| 23 maggio 1980    | Stoccolma         | Svezia         | Eriksdalshallen                                 | La band si prese del tempo per trovare il sostituto di Peter Criss |
| 24 maggio 1980    | Göteborg          | Svezia         | Scandinavium                                    | La band si prese del tempo per trovare il sostituto di Peter Criss |
| 27 maggio 1980    | Monaco            | Germania Ovest | Olympiahalle                                    | La band si prese del tempo per trovare il sostituto di Peter Criss |
| 28 maggio 1980    | Zwolle            | Paesi Bassi    | IJsselhallen                                    | La band si prese del tempo per trovare il sostituto di Peter Criss |
| 30 maggio 1980    | Rotterdam         | Paesi Bassi    | Ahoy Rotterdam                                  | La band si prese del tempo per trovare il sostituto di Peter Criss |
| 31 maggio 1980    | Forest            | Belgio         | Forest National                                 | La band si prese del tempo per trovare il sostituto di Peter Criss |
| 3 giugno 1980     | Saarbrücken       | Germania Ovest | Saarlandhalle                                   | La band si prese del tempo per trovare il sostituto di Peter Criss |
| 4 giugno 1980     | Parigi            | Francia        | Pavillon de Paris                               | La band si prese del tempo per trovare il sostituto di Peter Criss |
| 5 giugno 1980     | Lione             | Francia        | Palais des Sports de Gerland                    | La band si prese del tempo per trovare il sostituto di Peter Criss |
| 7 giugno 1980     | Avignone          | Francia        | Parc des Expositions de Châteaublanc            | La band si prese del tempo per trovare il sostituto di Peter Criss |
| 8 giugno 1980     | Fréjus            | Francia        | Arènes de Fréjus                                | La band si prese del tempo per trovare il sostituto di Peter Criss |
| 10 giugno 1980    | Barcellona        | Spagna         | Palau dels Esports de Barcelona                 | La band si prese del tempo per trovare il sostituto di Peter Criss |
| 11 giugno 1980    | Madrid            | Spagna         | Pabellón de la Ciudad Deportiva del Real Madrid | La band si prese del tempo per trovare il sostituto di Peter Criss |
| 14 giugno 1980    | Zurigo            | Svizzera       | Hallenstadion                                   | La band si prese del tempo per trovare il sostituto di Peter Criss |
| 15 giugno 1980    | Sindelfingen      | Germania Ovest | Messehalle                                      | La band si prese del tempo per trovare il sostituto di Peter Criss |
| 16 giugno 1980    | Francoforte       | Germania Ovest | Festhalle Frankfurt                             | La band si prese del tempo per trovare il sostituto di Peter Criss |
| 18 giugno 1980    | Eppelheim         | Germania Ovest | Rhein-Neckar-Halle                              | La band si prese del tempo per trovare il sostituto di Peter Criss |
| 20 giugno 1980    | Colonia           | Germania Ovest | Sporthalle                                      | La band si prese del tempo per trovare il sostituto di Peter Criss |
| 21 giugno 1980    | Dortmund          | Germania Ovest | Westfalenhalle                                  | La band si prese del tempo per trovare il sostituto di Peter Criss |
| 22 giugno 1980    | Brema             | Germania Ovest | Stadthalle Bremen                               | La band si prese del tempo per trovare il sostituto di Peter Criss |
| 23 giugno 1980    | Amburgo           | Germania Ovest | Ernst-Merck-Halle                               | La band si prese del tempo per trovare il sostituto di Peter Criss |
| 25 giugno 1980    | Brighton          | Inghilterra    | Brighton Centre                                 | La band si prese del tempo per trovare il sostituto di Peter Criss |
| 27 giugno 1980    | Londra            | Inghilterra    | Wembley Arena                                   | La band si prese del tempo per trovare il sostituto di Peter Criss |
| 28 giugno 1980    | Londra            | Inghilterra    | Wembley Arena                                   | La band si prese del tempo per trovare il sostituto di Peter Criss |
| 1 luglio 1980     | Stafford          | Inghilterra    | Bingley Hall                                    | La band si prese del tempo per trovare il sostituto di Peter Criss |
| 3 luglio 1980     | Edimburgo         | Scozia         | Royal Highland Centre                           | La band si prese del tempo per trovare il sostituto di Peter Criss |
| 9 agosto 1980     | Città del Messico | Messico        | N.D.                                            | Il promotore non riuscì ad ottenere i permessi necessari           |
| 10 agosto 1980    | Città del Messico | Messico        | N.D.                                            | Il promotore non riuscì ad ottenere i permessi necessari           |
| 11 agosto 1980    | Città del Messico | Messico        | N.D.                                            | Il promotore non riuscì ad ottenere i permessi necessari           |
| 12 agosto 1980    | Guadalajara       | Messico        | N.D.                                            | Il promotore non riuscì ad ottenere i permessi necessari           |
| 14 agosto 1980    | Monterrey         | Messico        | N.D.                                            | Il promotore non riuscì ad ottenere i permessi necessari           |
| 24 agosto 1980    | Cascais           | Portogallo     | Pavilhão de Cascais                             | N.D.                                                               |
| 25 agosto 1980    | Cascais           | Portogallo     | Pavilhão de Cascais                             | N.D.                                                               |
| 30 agosto 1980    | Perugia           | Italia         | Stadio Renato Curi                              | N.D.                                                               |
| 31 agosto 1980    | Bologna           | Italia         | Stadio Renato Dall'Ara                          | N.D.                                                               |
| 26 settembre 1980 | Lilla             | Francia        | Lille Grand Palais                              | Vendite scarse dei biglietti                                       |
| 16 ottobre 1980   | Parigi            | Francia        | Hippodrome de Pantin                            | N.D.                                                               |
| 20 ottobre 1980   | Tokyo             | Giappone       | Nippon Budokan                                  | N.D.                                                               |
| 21 ottobre 1980   | Tokyo             | Giappone       | Nippon Budokan                                  | N.D.                                                               |
| 24 ottobre 1980   | Tokyo             | Giappone       | Nippon Budokan                                  | N.D.                                                               |
| 27 ottobre 1980   | Kyoto             | Giappone       | N.D.                                            | N.D.                                                               |
| 28 ottobre 1980   | Nagoya            | Giappone       | N.D.                                            | N.D.                                                               |
| 29 ottobre 1980   | Osaka             | Giappone       | N.D.                                            | N.D.                                                               |
| 30 ottobre 1980   | Osaka             | Giappone       | N.D.                                            | N.D.                                                               |

## Scaletta
1. Detroit Rock City
2. Naked City
3. Strutter
4. Calling Dr. Love
5. Is That You?
6. Firehouse
7. Talk To Me
8. You're All That I Want
9. 2,000 Man
10. I Was Made For Lovin' You
11. New York Groove
12. Love Gun
13. God Of Thunder
14. Rock And Roll All Nite

### Altri brani
La seguente lista comprende alcuni brani che sono stati introdotti nella scaletta solamente in alcune occasioni.
1. Shout It Out Loud
2. King Of The Night Time World
3. Black Diamond
4. Shandi

## Formazione
- Gene Simmons - basso, voce
- Paul Stanley - chitarra ritmica, voce
- Ace Frehley - chitarra solista, voce
- Eric Carr - batteria, voce